# Sitzenthal und Zeilern
Die Herrschaft Sitzenthal war eine Grundherrschaft im Viertel ober dem Wienerwald im Erzherzogtum Österreich unter der Enns, dem heutigen Niederösterreich.

## Ausdehnung
Die Herrschaft umfasste zuletzt die Ortsobrigkeit über Sitzenthal, dann Untertanen in Mauer, Loosdorf, Harmersdorf, Rührsdorf, Atzing und Siegendorf. Der Sitz der Verwaltung befand sich im Schloss Sitzenthal.

## Geschichte
Der letzte Inhaber der Allodialherrschaft war Ludwig Graf von Norman (1801–1885). Mit den Reformen 1848/1849 wurde die Herrschaft aufgelöst.